# Pfarrkirche Zwerndorf

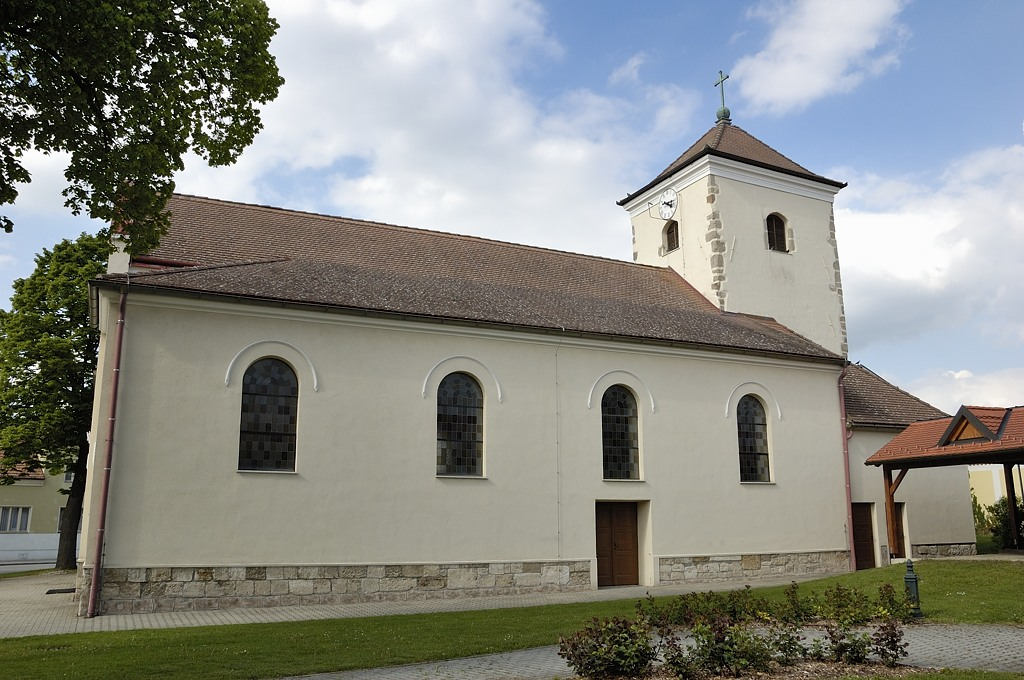
Kath. Pfarrkirche hl. Pankratius in Zwerndorf

Die römisch-katholische Pfarrkirche Zwerndorf steht in der Ortschaft Zwerndorf in der Gemeinde Weiden an der March im Bezirk Gänserndorf in Niederösterreich. Sie ist dem heiligen Pankratius geweiht und gehört zum Dekanat Gänserndorf im Vikariat Unter dem Manhartsberg der Erzdiözese Wien. Das Bauwerk steht unter Denkmalschutz (Listeneintrag).

## Lagebeschreibung
Die ehemalige Wehrkirche steht im Osten des Ortes und bildete ursprünglich mit dem Pfarrhof, dem sogenannten „Melkerhof“, eine gemeinsame Wehranlage.

## Geschichte
Das Vikariat wurde nach 1300 begründet. Vom Bau aus dem Mittelalter ist der ehemalige Wehrturm aus der ersten Hälfte des 14. Jahrhunderts im Osten, der über dem Chor liegt, erhalten. Das Langhaus ist im Kern spätromanisch und stammt aus dem 13. Jahrhundert. 1783 wurde die Kirche zur Pfarrkirche erhoben und dem Stift Melk inkorporiert. Die Kirche wurde urkundlich in den Jahren 1858/1859 im frühhistoristischen Stil umgebaut.

## Kirchenbau
Kirchenäußeres
Die Westfassade des Kirchenbaues ist schlicht und breit gelagert. Der Mittelteil ist erhöht. Davor ist an der Westfassade ein gestufter Dreiecksgiebel. Über dem Rundbogenportal ist ein Rundbogenfenster und das Melker Stiftswappen. Das Langhaus weist an der Nord- und der Südseite Rundbogenfenster auf. An der Südseite wurden Reste der spätromanischen Rundbogenfenster gefunden. Diese sind heute wieder verputzt. In der Sockelzone ist Quadermauerwerk. Im Osten schließt ein mächtiger, frühgotischer Wehrturm an das Langhaus an. Dieser bildet zugleich den Chor der Kirche. An der Ostseite ist ein schmales Spitzbogenfenster, auf der Westseite ist der ehemalige Hocheinstieg. Am Kirchturm befinden sich auch Schießscharten und Eckquaderung. Der Pyramidenhelm stammt von 1838. Im Süden schließt die Sakristei an den Chor an.
Kircheninneres

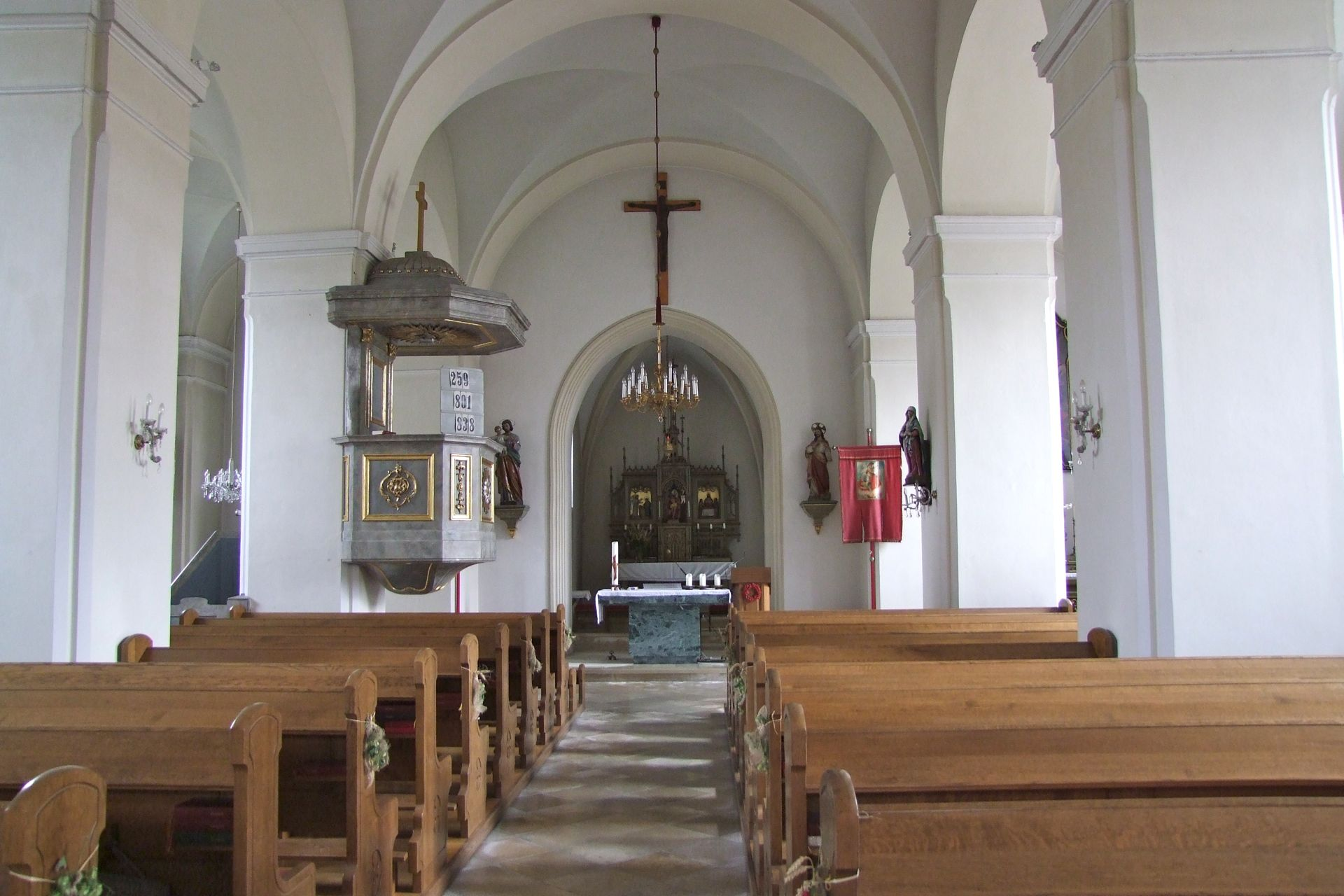
Innenansicht

Das dreischiffige Langhaus hat vier Langhausjoche, wobei das Mittelschiff gegenüber den Seitenschiffen wenig überhöht ist. Das Langschiff ist kreuzgewölbt. Das Gewölbe lagert auf quadratischen Pfeilern, wobei die östlichsten vermutlich spätromanisch sind. Dazwischen bilden sie rundbogige Arkaden. Die Empore ist dreiteilig. Der niedrige, rundbogige Triumphbogen trennt das Kirchenschiff vom Chor. Das frühgotische Chorquadrat ist gleichzeitig das Erdgeschoß des Turmes. Darüber ist ein tiefgezogenes Kreuzrippengewölbe mit Schlussstein.

## Ausstattung
Der neogotische Hochaltar stammt aus dem dritten Viertel des 19. Jahrhunderts. Er ist ein Standflügelaltar mit Reliefdarstellungen der „Verkündigung“ und des „Letzten Abendmahles“. Das Altarblatt des rechten Seitenaltares zeigt den heiligen Pankratius. Es wurde urkundlich von Josef Neugebauer im dritten Viertel des 19. Jahrhunderts geschaffen. Vor dem Bild steht eine Herz Jesu-Figur vom Ende des 19. Jahrhunderts. Auf dem linken Seitenaltar ist eine Lourdesgrotte mit Marienfigur. An den Wänden in der Kirche befinden sich zwei neugotische Figuren. Eine stellt die heilige Anna Maria das Lesen lehrend dar, die zweite zeigt den heiligen Josef. Die Figuren stammen aus der zweiten Hälfte des 19. Jahrhunderts. Das Dreifaltigkeitsbild stammt aus dem 19. Jahrhundert. Die Kreuzwegstationen entstanden Mitte des 19. Jahrhunderts. Der Taufstein wurde im 17. Jahrhundert geschaffen. Auf dem Deckel ist eine figurale Gruppe, die die „Taufe Christi“ darstellt.

## Orgel
Die Orgel mit 5 Registern stammt urkundlich aus dem Jahr 1837.